# سیارک ۱۵۷۶۶
سیارک ۱۵۷۶۶ (به انگلیسی: 15766 Strahlenberg، نامگذاری:1993BD13) پانزده هزار و هفتصد و شصت و ششمین سیارک کشف شده‌است که در ۲۲ ژانویه ۱۹۹۳ کشف شد.
قدر مطلق سیارک برابر ۳۷.۱ است.